# الله‌آباد (مهرستان)
الله‌آباد، روستایی در دهستان بیرک بخش بیرک شهرستان مهرستان در استان سیستان و بلوچستان ایران است.

## جمعیت
بر پایه سرشماری عمومی نفوس و مسکن در سال ۱۳۹۵، جمعیت این روستا برابر با ۴۴ نفر (۱۲ خانوار) بوده‌است.